# Johann Pötscher
Johann Pötscher (* vor 1700; † 25. Februar 1750 in Kraig) war ein österreichischer Bergbauer und Geheimprotestant.
Er wurde wegen des Verbrechens der Gotteslästerung zum Tode durch Enthauptung verurteilt und hingerichtet.

## Leben
Johann Pötscher wurde vor 1700 in Laggen am Kraigerberg als Bauernsohn vulgo Gritscher geboren. Spätestens seit der Geburt seines Sohnes Franz Pötscher am 9. Oktober 1720 war er Bauer am Koglerhof in Zwein (Gemeinde Frauenstein). Insgesamt hatte er mit seiner Frau Ursula zwischen 1716 und 1735 9 Kinder.

## Vorgeschichte
In der Zeit zwischen Beginn der habsburgischen Gegenreformation in Kärnten (erste Hälfte des 17. Jahrhunderts) und des Toleranzpatentes Josephs II. kam es am Kraigerberg zu Kryptoprotestantismus. Auch Johann Pötscher und seine Familie waren unter diesen sogenannten Geheimprotestanten.
1739 hängte der Schneidermeister Veit Mackesacher ein Gnadenbild der schmerzenreichensreichen Muttergottes an einen Baum im Wolschartwald. Nach Anrufung jenes Gnadenbildes wird 1749 ein Kind des Bauern Anton Götzhaber von seiner Krankheit geheilt. Dies führt dazu das in den Folgemonaten tausende Menschen aus der Umgebung in den Wolschartwald pilgern und an dieser Stelle eine hölzerne Kapelle errichtet wurde. Da sich dieser Ort zwar auf dem Grund des Landesgerichtes Osterwitz befand, die Opfergaben der Wallfahrer allerdings dem Klosters St. Georgen abzuliefern waren, kam es zu Streitigkeiten zwischen den Pflegern der beiden Herrschaften.

## Anzeige
Laut der Kirchenchronik der evangelischen Gemeinde Eggen am Kraigerberg begab sich Johann Pötscher eines Tages in Begleitung seines Sohnes nach St. Veit/Glan. Dort traf er auf den Bauern vulgo Hansel in Zensweg, welcher Pötscher einlud an einer Wallfahrt zu dem wundertätigen Marienbilds im Wolschartwald teilzunehmen. Pötscher lehnte dies mit den Worten „dort balgt man sich wie Raben bei einem Aas“ ab. Auf Grund dieser Aussage zeigte der Zensweger Bauer Johann Pötscher am Landgericht Kraig wegen Gotteslästerung an.
Laut einem Bericht aus dem Jahr 1753 waren die Worte Pötschers allerdings "Wo ein Aas ist, da sammeln sich die Adler". Diese Version bezieht sich auf Bibelverse aus dem Mathäusevagelium Mt 24,28 , sowie aus dem Lukasevangelium Lk 17,37 . Die Kenntnis dieser Bibelverse könnte Pötscher als Geheimprotestanten enttarnt haben. Aufgrund der fehlenden Gerichtsakte kann nicht nachgewiesen werden, welche der beiden Versionen authentisch ist.

## Verhaftung und Prozess
Johann Pötscher wurde am 2. September 1749 verhaftet. Da sich der Sitz des Landgerichtes Kraig zu jener Zeit im Schloss Hunnenbrunn befand, ist anzunehmen das Pötscher im Kerker des Schlosses Hunnenbrunn arrestiert wurde. Da Blasphemie ein Malefizverbrechen war und das Landgericht Kraig keinen Blutbann besaß, wurde der in Kärnten tätige Landrichter Benedict Alphons von Emperger angefordert. Am 26. November 1749 kam es zum gültlichen Verhör durch den Landrichter. Es wurde ein Protokoll angefertigt und an den Kriminalrat der K.K. Repräsentation und Kammer in Klagenfurt geschickt. Eine Kopie ging wohl auch an das Kollegium revisorium der innenösterreichischen Regierung in Graz.
Johann Pötscher übergab den Bauernhof vulgo Kogler am 21. Oktober 1749 an seinen Sohn Franz Pötscher.

## Hinrichtung

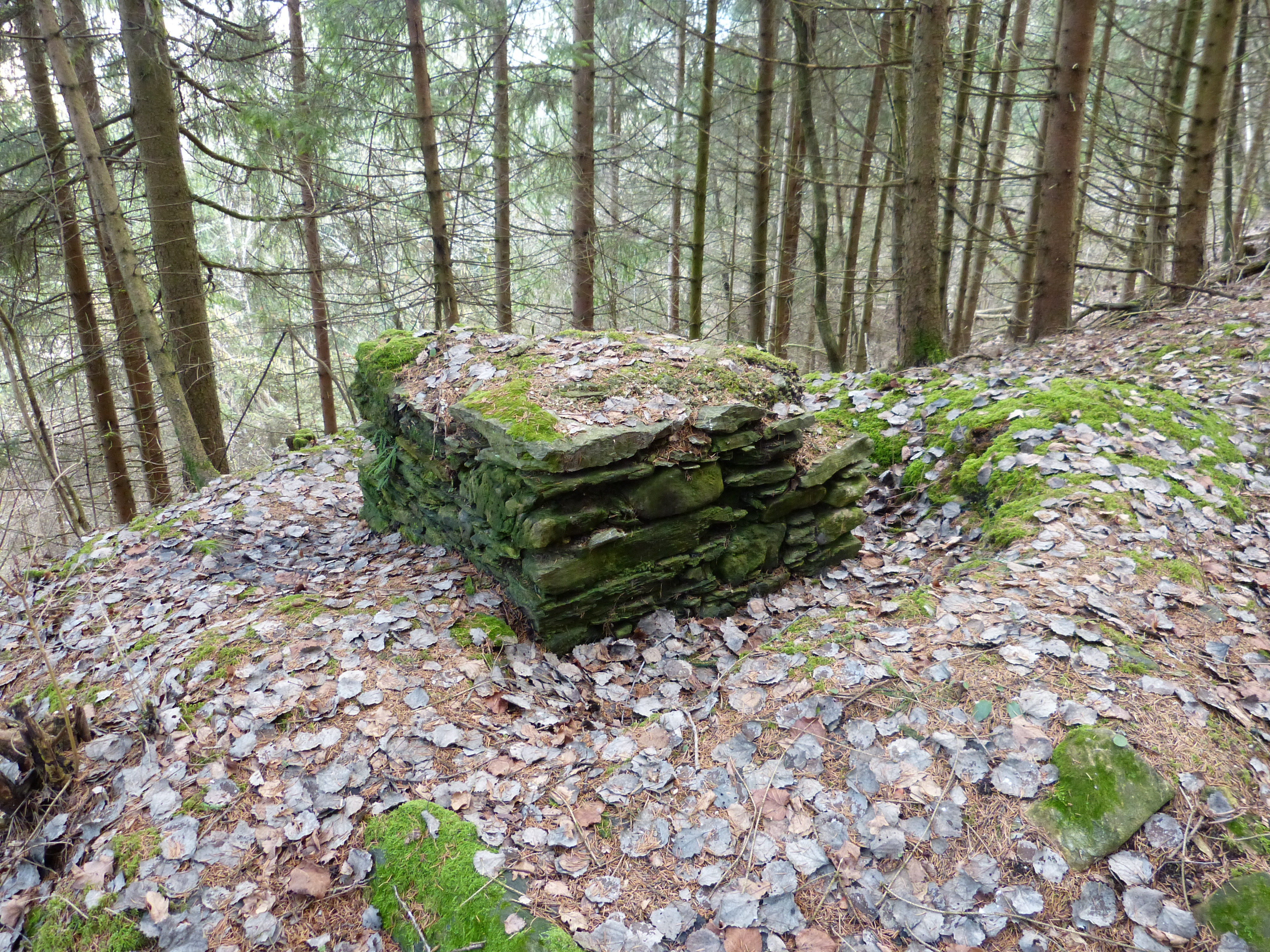
Reste des Kraiger Galgens

Am 25. Februar 1750, nach 176 Tagen Kerker, wurde Johann Pötscher an der Hinrichtungsstätte des Landgerichtes Kraig, an welcher sich auch ein Galgen befand, durch das Schwert hingerichtet.

## Nachwirkungen
Gregor Pötscher, ein Sohn von Johann Pötscher, meldete sich im Juli 1752 beim Corpus Evangelicorum in Regensburg und berichtete über den Prozess und die Hinrichtung seines Vaters. Dies bleibt auch der Obrigkeit nicht verborgen. Nach seiner Rückkehr aus Regensburg wird im November 1752 vermerkt, das er sich offen zur lutherischen Lehre bekennt. Johann Pötschers Frau und sein Sohn Georg werden 1753 in von einem Religionskommissär befragt. Während sich Ursula Pötscher offiziell wieder zur katholischen Kirche bekennt, wird Georg in das Detentionshaus nach Klagenfurt überstellt.

## Rezeption
Erstmalig wurde die Geschichte des Johann Pötscher bereits 1753 in einem protestantischen Druckwerk erwähnt. 1784 wurde durch den evangelischen Pastor von St. Ruprecht bei Villach Samual Sachs die Geschichte Pötschers in der Kirchenchronik der Gemeinde Eggen am Kraigerberg niedergeschrieben. Johann Pötscher wird darin als evangelischer Märtyrer stilisiert. Durch die Korrespondenz Sachs’ mit Freunden, Kollegen und Familie in Deutschland wurde seine Version einem breiteren Publikum bekannt und mehrmals in evangelischen Publikationen abgedruckt. Durch mündliche Überlieferung blieb das Andenken an Johann Pötscher in der evangelischen Gemeinde Eggen am Kraigerberg lebendig.
In der Zeitschrift Carinthia I des Geschichtsvereins Kärnten bezweifelt der Historiker Wilhelm Wadl 1982 die Authentizität der Schilderung Sachs’ als wenig glaubhafte Märtyrerlegende.
Die Originalabrechnungen des Landrichters, des Freimanns und der Sonderausgaben des Landgerichtes wurden in den 90er Jahren des 20. Jahrhunderts im Nachlass von Gottlieb Freiherr von Ankershofen wiederentdeckt. Eine genaue Analyse der Abrechnungen wurde 2022 von Katja Almberger in der Zeitschrift der Kärntner Landsmannschaft abgedruckt.